# 高田正夫 (サッカー選手)
高田 正夫（たかだ まさお、生没年不明）は、日本のサッカー選手、サッカー指導者。

## 来歴
大阪府の明星商業学校を卒業して、関西学院大学に入学してサッカー部に所属。
在学中の1925年5月にマニラで開催された第7回極東選手権競技大会のサッカー日本代表に選出され、初出場となった5月17日のフィリピン代表戦など2試合に出場した。
また、1926年から1927年まで関学サッカー部の主将を務め、1927年12月から1928年1月まで主将として中国・上海市に遠征して地元のチームと3試合の親善試合を行った。
大学卒業後は関西サッカー協会の役員などを務めた。

## 代表歴

### 出場大会
- 第7回極東選手権競技大会

### 試合数
- 国際Aマッチ 2試合 0得点

| 日本代表 | 国際Aマッチ | 国際Aマッチ | その他 | その他 | 期間通算 | 期間通算 |
| 年       | 出場        | 得点        | 出場   | 得点   | 出場     | 得点     |
| -------- | ----------- | ----------- | ------ | ------ | -------- | -------- |
| 1925     | 2           | 0           | 0      | 0      | 2        | 0        |
| 通算     | 2           | 0           | 0      | 0      | 2        | 0        |

### 出場
| No. | 開催日         | 開催都市 | スタジアム | 対戦相手   | 結果 | 監督     | 大会       |
| --- | -------------- | -------- | ---------- | ---------- | ---- | -------- | ---------- |
| 1.  | 1925年05月17日 | マニラ   |            | フィリピン | ●0-4 | 山田午郎 | 極東選手権 |
| 2.  | 1925年05月20日 | マニラ   |            | 中華民国   | ●0-2 | 山田午郎 | 極東選手権 |